# Dodecaceria coralii
Dodecaceria coralii är en ringmaskart som först beskrevs av Joseph Leidy 1855.  Dodecaceria coralii ingår i släktet Dodecaceria och familjen Cirratulidae. Inga underarter finns listade i Catalogue of Life.